# الجيش البولندي الأول (1944-1945)
الجيش البولندي الأول (بالبولندية: Pierwsza Armia Wojska Polskiego، ويُعرف اختصارا باسم 1 AWP، بالإضافة إلى جيش برلينغ) وحدة عسكرية بولندية بحجم جيش ميداني تكوّن في الاتحاد السوفيتي عام 1944 من بقايا الجنود البولنديين في الاتحاد السوفيتي والذين شكّلوا مسبقا الفيلق البولندي الأول؛ أحد الوحدات العسكرية المكوّنة لجيش بولندا الشعبي (بالبولندية: Ludowe Wojsko Polskie) فيما بعد، الذي كان بدوره جزءا من القوات المسلحة البولندية في الشرق.
شارك الجيش البولندي الأول في معارك الحرب العالمية الثانية الدائرة غرب الاتحاد السوفيتي تحت قيادة الجبهة البيلاروسية الأولى أثناء الاستيلاء على برلين في مايو 1945.

## وصلات خارجية
- الجيش البولندي في الشرق 1943-1945